# Enfants pêchant des crevettes
Enfants pêchant des crevettes je francouzský němý film z roku 1896. Režisérem je Louis Lumière (1864–1948).
Krátké polodokumentární filmy, jako je tento, které zobrazovaly skupiny dětí, byly v počátcích kinematografie velmi populární. Děti, jejichž jména nejsou známa, se totiž chovaly velmi přirozeně.

## Děj
Děti s lopatami a hráběmi pročesávají pláž, ve které pod dohledem rodičů hledají škeble. Kluci mají na sobě šortky, dívky mají krátké sukně a rodiče jsou oblečeni v normálním oděvu. Oblečení dětí i dospělých naznačuje, že se jedná o rodiny z vyšší společenské vrstvy.